# Tatsuhito Senga
Tatsuhito Senga (千賀 達人 Senga Tatsuhito?) (2 de enero de 1984) es un luchador profesional japonés, conocido por su trabajo en varias empresas de Japón y México. Senga es famoso por su equipo con Tsutomu Oosugi, así como por su trabajo en la empresa mexicana Asistencia Asesoría y Administración bajo el nombre artístico de RONIN.

## Carrera

### Toryumon (2004-2006)
Senga debutó el 11 de diciembre de 2004 en la sucursal mexicana de Toryumon, haciendo equipo con Milanito Collection a.t. y Turbo para enfrentarse a Kanjyouro Matsuyama, Karaoke Machine #2 & Skayde. A inicios de 2005, Tatsuhito cambió su nombre a Banana Senga (バナナ千賀 Banana Senga?) y se unió con Passion Hasegawa al stable Los Salseros Japóneses (Takeshi Minamino, Pineapple Hanai & Mango Fukuda), cuyos miembros entraban al ring bailando salsa. Hasegawa y Senga participaron en el Yamaha Cup Tag Tournament, pero fueron derrotados por King Ali Baba & Lil Cholo. Senga también compitió en el Young Dragons Cup Tournament, pero fue vencido por Osamu Namiguchi.
Al año siguiente, Senga fue trasladado a Michinoku Pro Wrestling.

### Michinoku Pro Wrestling (2006-presente)
Banana Senga debutó en Michinoku Pro Wrestling junto con Los Salseros Japóneses, aunque sin Passion Hasegawa, quien fue sustituido por Kesen Numajiro. Senga tuvo su primera victoria individual contra Rei, compitiendo la semana siguiente al lado de Numajiro contra Rei & Yoshitsune, quienes salieron vencedores. Senga participó en el Tetsujin Tournament 2005, pero no logró ganar. Tras ello, Senga formó equipo con Ken45º para participar en el Futaritabi Tag Team Tournament 2006, pero fueron derrotados en la final por Kei Sato & Shu Sato.
Senga adoptó entonces el nombre de Shibaten (しばてん Shibaten?), un personaje mitológico basado en el kappa con el que Tatsuhito vestía un elaborado disfraz verde oscuro con aspecto de tortuga. Shibaten se cualificó para la Fukumen World League Tournament 2007, pero fue rápidamente eliminado por Yoshitsune. Poco después, Shibaten formó tag team con Medochi, un personaje similar a él, aunque en color rojo.

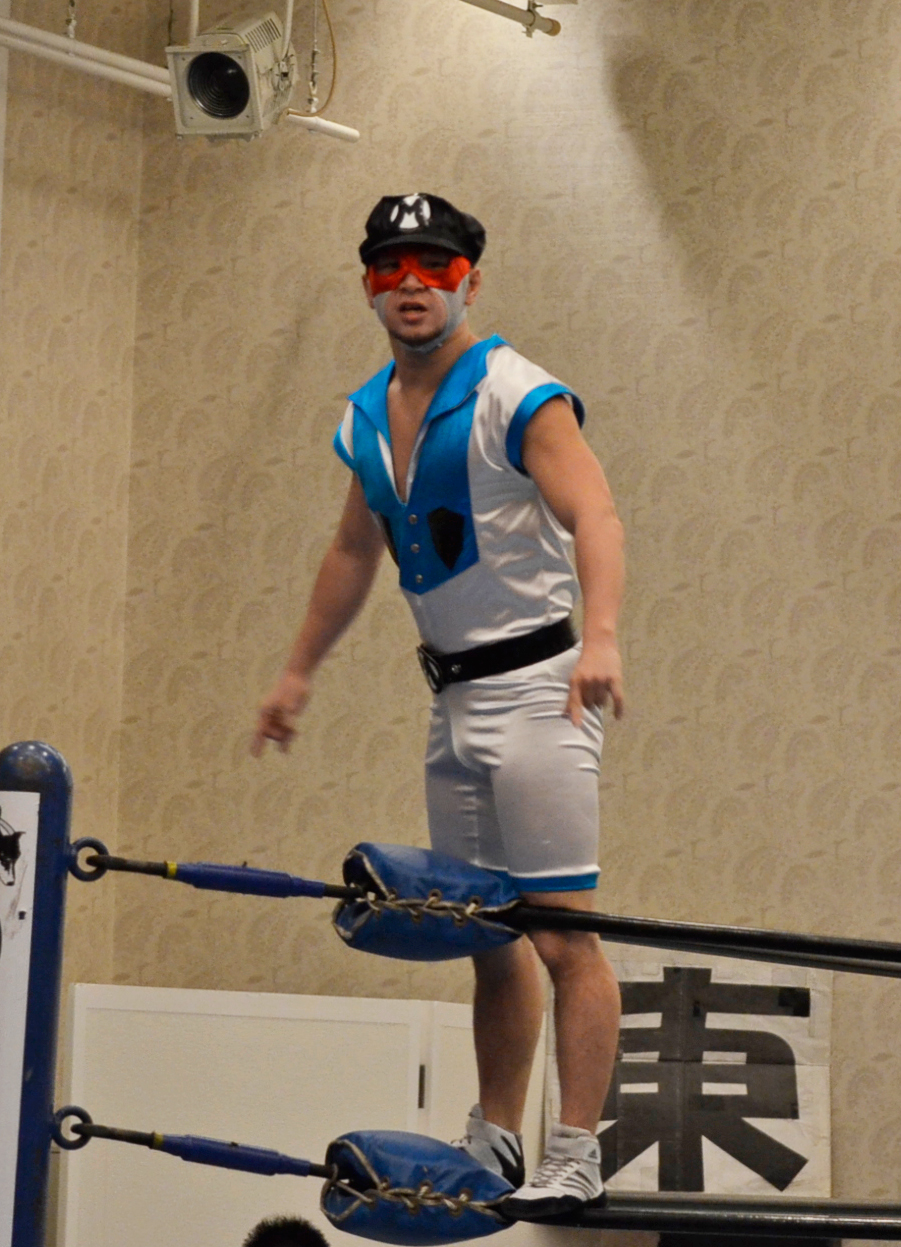
Senga como Yapper Man #1.

En marzo de 2009, Senga cambió su nombre a Yapper Man #1 y se unió a Yapper Man #2 para formar un dúo de cómicos personajes enmascarados de gran habilidad, ataviados siempre con antifaces y con trajes de colores, todo ello en homenaje al anime Yatterman. Ambos entraron en un feudo con el grupo heel Kowloon (Maguro Ooma & Takeshi Minamino), aunque no consiguieron ganar ningún combate. Sin embargo, en octubre de 2010, el dúo consiguió una serie de sorprendentes victorias contra Kowloon durante el Futaritabi Tag Team Tournament 2010 hasta ganar los Campeonatos en Parejas. El año siguiente, a finales de 2010, el equipo perdió los títulos contra Kei Sato & Shu Sato.

### Pro Wrestling El Dorado (2006-2008)
Banana Senga debutó en noviembre de 2006 en Pro Wrestling El Dorado como heel, derrotando a Yusuke Aoki. Tras ello, Senga fue elegido por Toru Owashi para ser su compañero y participar en el Treasure Hunters Tag Tournament, declarando que buscaba el dinero del premio para abrir una granja de cocodrilos en Saku, pero fueron derrotados por Manjimaru & Mototsugi Shimizu en la primera ronda.
Después de la reestructuración de El Dorado en grupos, Senga se ofreció a unirse a la facción Animal Planets, pero su líder Toru Owashi advirtió que necesitaba un nombre artístico más serio para entrar. Por ello, Senga cambió su nombre a Hercules Senga (ヘラクレス千賀 Herakuresu Senga?), inspirándose en el escarabajo hércules para encajar con el tema animal del grupo. Después de eso, la facción entró en un feudo con la facción heel Hell Demons, así como con el grupo SUKIYAKI.
En abril de 2008, Hercules Senga se alió con Tsutomu Oosugi y formó el tag team Speed of Sounds (S.O.S.), caracerizado por sus movimientos de alta velocidad y riesgo. El equipo consiguió múltiples victorias en combates por equipos, enfrentándose con Hell Demons durante largo tiempo. En septiembre, Senga y Oosugi derrotaron a Kota Ibushi & KAGETORA para ganar los UWA World Tag Team Championships, aunque los perdieron un mes más tarde ante Brahman Brothers (Shu & Kei). A finales de año, El Dorado cerró.

### Big Japan Pro Wrestling (2008-presente)
Desde inicios de 2008, Senga y Oosugi comenzaron a aparecer como faces en Big Japan Pro Wrestling, haciendo frecuente equipo con MEN's Teioh. También tuvieron una aparición en un evento independiente, derrotando a Brahman Brothers para conseguir de nuevo los UWA World Tag Team Championships, aunque los perdieron meses más tarde ante Minoru Fujita & Masamune.

### Asistencia Asesoría y Administración (2010-2012)
A finales de 2010, Senga fue contratado en Asistencia Asesoría y Administración. Su primera aparición fue en la empresa Pro Wrestling NOAH, con la que AAA mantenía un acuerdo de trabajo. Senga apareció bajo el nuevo gimmick heel de RONIN, un samurai fantasma ataviado con vestiduras negras y con máscara y maquillaje del mismo color, inspirado en los antiguos guerreros del mismo nombre. RONIN, quien fue presentado como un antiguo enemigo de SUGI, entró en un feudo con él, haciendo equipo con Taiji Ishimori & Ricky Marvin para enfrentarse sin éxito a SUGI & Kensuke Office (Kento Miyahara & Satoshi Kajiwara). Dos semanas más tarde, RONIN & Taiji Ishimori se enfrentaron a SUGI & Kotaro Suzuki, perdiendo.
A la vuelta de ambos a México, RONIN se enfrentó a él en combates por equipos, situándose al lado de heels. Así mismo, ambos aparecerían los meses siguientes en varias promociones de México, tanto compitiendo entre sí como formando equipo. El 28 de junio, SUGI y RONIN fueron enviados a París para representar al puroresu en la Japan Expo 12th Impact, un evento dedicado a la cultura popular de Japón, volviendo a México el 5 de julio. A su retorno, RONIN comenzó un tour por múltiples empresas independientes de México.

## En lucha
- Movimientos finales
  - Acapulcornado[1] (Diving corkscrew moonsault)[5]
  - Hercules Chute[6] / Banana Chute[1][2] (Step-up running jumping lariat)
  - Time Slice[2] (Jumping knee neckbreaker) - 2007-presente
  - Sugar Spot[1] (Cross-legged ankle lock) - 2004-2007

- Movimientos de firma
  - Kouryu[2] (Modified legsweep roll-up)
  - Backslide pin[7]
  - Brainbuster, a veces desde una posición elevada[8]
  - Cartwheel back elbow strike a un oponente arrinconado
  - Diving Lou Thesz press[8]
  - Diving neckbreaker
  - Dropkick, a veces desde una posición elevada
  - Electric chair facebuster
  - Figure four leglock[9]
  - Fireman's carry sidewalk slam
  - Frog splash[10]
  - High-angle senton bomb
  - Hurricanrana
  - Inverted DDT[6]
  - Kip-up
  - Over the top rope suicide somersault senton
  - Running leaping lariat takedown
  - Running seated senton a los hombros de un oponente sentado
  - Spear transicionado en roll-up
  - Springboard crossbody
  - Standing moonsault senton
  - Suicide dive
  - Wheelbarrow sitout rear mat slam

- Mánagers
  - Yapper Man #3

## Campeonatos y logros
- Kohaku Wrestling Wars
  - UWA World Tag Team Championship (2 veces, actual) - con Tsutomu Oosugi

- Michinoku Pro Wrestling
  - MPW Tohoku Tag Team Championship (1 vez) - con Yapper Man #2
  - Futaritabi Tag Team Tournament (2010) - con Yapper Man #2

- Pro Wrestling El Dorado
  - UWA World Tag Team Championship (1 vez) - con Tsutomu Oosugi